# Lévyne-Na
La lévyne-Na è un minerale.

## Etimologia
Il nome è in onore del matematico e cristallografo servo di Dio francese Abailard Lévy (1795-1841).